# Casa de Bourbon-Bragança
A Casa de Bourbon e Bragança (em castelhano: Borbón-Braganza), foi um ramo cadete descendente por lado masculino da Casa de Bourbon, da Espanha, e pelo feminino da Casa de Bragança, de Portugal. A casa foi fundada com o casamento entre o infante espanhol Gabriel de Bourbon, e a infanta portuguesa Mariana Vitória de Bragança. Seus descendentes possuíam o duplo infantado, o espanhol e o português, e serviram como Duques de Marchena, Dúrcal, Ánsola e Hernani. A linhagem masculina legítima foi extinta em 1979.

## História
Com origens do casamento real arranjado pelo rei Carlos III da Espanha e sua sobrinha, a rainha D. Maria I de Portugal, em 1785, entre o riquíssimo infante espanhol D. Gabriel de Bourbon, e a infanta portuguesa D. Mariana Vitória de Bragança. Um ano após o casamento, nasceu no Palácio Real de Aranjuez, o primeio filho do casal, Pedro Carlos; foi batizado e recebeu 18 nomes, e seguindo, o Bourbon e Bragança. Seguiram-se dois partos; Maria Carlota em 1787, que morreu com sete dias de vida; e Carlos José Antônio em 1788, que morreu com doze dias de vida. No mesmo ano, com a distância de 18 dias, Gabriel e Mariana Vitória morreram em Madrid, com varíola.
Seu filho sobrevivente, D. Pedro Carlos, tinha apenas dois anos. O Rei Carlos III, prostrado com a morte do jovem casal, tomou a si a formação do neto. Porém, vinte dias depois falecia também o velho Rei Carlos III, que era o seu protetor. A criança caiu debaixo da custódia do tio, o Rei Carlos IV. Este tinha uma numerosa família e não mostrou grande entusiasmo em aumentá-la com um sobrinho. Dona Maria I, a avó materna, reclamou então para si a criação do neto.
O infante foi criado na corte portuguesa, primeiro em Lisboa, Portugal, e, depois de 1807, no Rio de Janeiro, Brasil. Até 1793, era o único neto da rainha D. Maria I, sendo por isso considerado um potencial herdeiro do trono português.
Semelhante a seu pai, ele também se casou com uma infanta portuguesa, sua prima em primeiro grau, Infanta Maria Teresa de Portugal, filha mais velho de seu tio, o rei D. João VI. O casal tiveram um filho, Sebastião de Bourbon e Bragança, Infante de Portugal por edito real (emitido em 1812), mas só se tornou infante espanhol em 1824 por edito real do rei Fernando VII de Espanha, pois era apenas um descendente distante do rei Carlos III. Quando a Família Real Portuguesa regressou à Europa, Sebastião foi viver para Espanha.
Depois de ficar viúvo da princesa Maria Amália das Duas Sicílias, D. Sebastião casou-se com a irmã do rei consorte da Espanha, a Infanta Maria Cristina da Espanha, de quem teve cinco filhos: Francisco, Duque de Marchena; Pedro de Alcântara, Duque de Dúrcal; Luís, Duque de Ansola; Afonso de Bourbon e Bragança; e Gabriel de Bourbon e Bragança. Após a morte de D. Sebastião, o rei Afonso XII assumiu a tutelagem de seus filhos por incapacidade da mãe.
Embora fossem frutos de um casamento dinástico, já que tanto D. Sebastião, quanto D. Maria Cristina fossem Infantes da Espanha por direito de primogenitura e parentes próximos da família real espanhola, foi decidido que os filhos deste casamento, não teriam o título de Infantes da Espanha, pois a vasta fortuna do infante seria suficiente para sustentar sua prole, e assim não dependeriam dos cofres do Estado.
A linhagem masculina legítima da família foi extinta após a morte de Manfredo de Bourbon, Duque de Hernani, em 1979; a última membro da família por linhagem feminina foi Leticia Fernanda de Borbón y Bosch-Labrús, que morreu em 2008. No entanto, ainda existem descendentes femininas distantes, representadas entre a nobreza espanhola (duques de Marchena, Dúrcal e Ánzola).

## Genealogia
- Infante Gabriel da Espanha (1752–1788)
Infanta Mariana Vitória de Portugal (1768–1788)
  - Infante Pedro Carlos da Espanha e Portugal 1.°Duque de Bourbon-Bragança(1786–1812)
Infanta Maria Teresa de Portugal (1793–1874)
    - Infante Sebastião da Espanha & Portugal 2.°Duque de Bourbon-Bragança(1811-1875)
Infanta Maria Cristina da Espanha (1833–1902)
      - Francisco, 1.º Duque de Marchena (1861-1923)
        - Maria Cristina, 2.º Duquesa de Marchena (1889-1981)
        - Elena de Bourbon e Bragança (1890-1909) Bourbon-Bragança.
        - (1970)

      - Pedro de Alcântara, 1.º Duque de Durcal (1862-1892)
        - Maria Cristina de Bourbon e Bragança (1886-1985)
        - Maria Pia de Bourbon e Bragança (1888-1969)
        - Fernando Sebastião, 2.º Duque de Durcal (1891-1944)
          - Maria Cristina de Bourbon e Bragança, 3.º Duquesa de Durcal (1913-2002)
          - Letícia Fernanda de Bourbon e Bragança (1915-2008)

      - Luís de Jesus, 1.º Duque de Ánsola (1864-1889)
        - Luís Alfonso, 2.º Duque de Ánsola (1887-1942)
        - Manfredo, 1.º Duque de Hernani e 3.º Duque de Ánsola (1889-1979)

      - Alfonso Maria de Bourbon e Bragança (1866-1934)
      - Gabriel Jesus de Bourbon e Bragança (1869-1889)